# Guido Budziak
Guido Budziak (Eindhoven, 15 september 1982) is een voormalig Nederlands profvoetballer. Hij kwam als doelverdediger uit voor onder meer TOP Oss en Fortuna Sittard en was reservekeeper van PSV.

## Loopbaan
Budziak maakte zijn betaald voetbal-debuut voor FC Eindhoven, op 15 november 1997. Met vijftien jaar en 61 dagen was hij daarmee de jongste speler in het Nederlandse betaald voetbal ooit. Hij was op dat moment de vijfde keeper van Eindhoven, maar door blessures en een schorsing begon hij de wedstrijd tegen Telstar als reserve en moest hij in de 68e minuut invallen toen Frank Brugel een rode kaart kreeg. In het resterende deel van de wedstrijd hield Budziak het doel schoon, waardoor zijn ploeg met 3-1 won.
Vanaf 1998 behoorde Budziak tot de jeugdselectie van PSV. Hij kwam niet tot officiële duels, maar zat tegen onder meer Lazio Roma en Galatasaray in de UEFA Champions League en gedurende twaalf competitieduels op de reservebank. In deze periode maakte hij als reservedoelman deel uit van Nederlandse jeugdselecties vanaf de onder 16. Hij maakte deel uit van de selectie van Nederland onder 20 dat onder leiding van Louis van Gaal speelde tijdens het Wereldkampioenschap voetbal onder 20 - 2001. In 2002 speelde hij eenmalig voor Jong Oranje in een vriendschappelijke wedstrijd tegen Duitsland. In 2002 tekende hij een contract bij TOP Oss, waar hij tot 2004 eerste doelman was. Vervolgens kwam hij een jaar uit voor Roda JC. Op 15 mei 2005 kwam hij bij afwezigheid van eerste keeper Vladan Kujović tot zijn enige optreden in de Eredivisie. In een uitwedstrijd tegen RBC Roosendaal verloor Roda JC met 3-1.
Budziak speelde vervolgens nog een seizoen voor Fortuna Sittard. Zijn laatste wedstrijd als professionele speler was op 3 maart 2006, tegen De Graafschap. Hij beëindigde in 2006 zijn loopbaan in het betaald voetbal vanwege blessureleed en kwam daarna uit voor amateurvereniging SV Deurne in de hoofdklasse.
Budziak doorliep het atheneum en rondde een opleiding Technische informatica af aan de Technische Universiteit Eindhoven. Tegenwoordig is hij werkzaam als consultant bij het onderzoeksinstituut TNO. 

## Clubstatistieken
| Seizoen | Club                      | Duels | Goals |
| ------- | ------------------------- | ----- | ----- |
| 1997/98 | EVV Eindhoven             | 1     | 0     |
| 1998/99 | EVV Eindhoven             | 0     | 0     |
| 1999/00 | PSV                       | 0     | 0     |
| 2000/01 | PSV                       | 0     | 0     |
| 2001/02 | PSV                       | 0     | 0     |
| 2001/02 | RKC Waalwijk (gehuurd     | 0     | 0     |
| 2002/03 | TOP Oss                   | 33    | 0     |
| 2003/04 | TOP Oss                   | 33    | 0     |
| 2004/05 | Roda JC                   | 1     | 0     |
| 2005/06 | Fortuna Sittard (gehuurd) | 31    | 0     |
| 2006/13 | SV Deurne                 |       |       |